# Fire Brigade Soccer Club
El Fire Brigade SC fue un equipo de fútbol de las islas Mauricio que jugaba en la Primera División de las islas Mauricio, la liga de fútbol más importante del país.

## Historia
Fue fundado en el año 1950 en la ciudad de Mapou y en la actualidad sigue siendo el equipo más exitoso de Mauricio, tras haber ganando 13 torneos de liga (los mismos que el Dodo SC), 12 torneos de copa y 3 copas de la república.
Tenía como mayor rival al Sunrise Flacq United, al cual nunca derrotó en finales de la Copa de la República en 4 enfrentamientos.
El equipo dejó de existir en el año 2000 para ser llamado Pamplemousses SC.

## Palmarés
- Primera División de las islas Mauricio: 13

1942, 1950, 1961, 1973, 1974, 1979-80, 1982-83, 1983-84, 1984-85, 1987-88, 1992-93, 1993-94, 1998-99
- Copa de Mauricio: 12

1980, 1981, 1982, 1983, 1986, 1989, 1990, 1991, 1994, 1995, 1997, 1998
- Copa de la República de Mauricio: 3

1991, 1995, 1999

## Jugadores destacados
| - Orwin Castel (portero) - Jean-Sebastien Bax (defensor) - Elvis Antoine | - Jean-Marc Changou - Patrice D’Avrincourt | - Jacques Jackson - Henry Philips |